# Chariton z Afrodyzji
Chariton z Afrodyzji (gr. Χαρίτων Ἀφροδισεύς, żył najprawdopodobniej w I w. p.n.e. lub w I–II w. n.e.) – autor najstarszego zachowanego w całości romansu greckiego.
Utwór był najprawdopodobniej zatytułowany Historia Chaireasza i Kalliroe; jego akcja rozgrywa się na Sycylii, występują w nim historyczne postacie, lecz wydarzenia nie są oddane zbyt wiernie.